# 大雪丸 (2代)
大雪丸（たいせつまる、Taisetsu Maru）は、戦中戦後の混乱期に建造された船質の良くない青函連絡船の代替と、輸送力増強を目的に、国鉄が建造した7隻の津軽丸型客載車両渡船の第4船で、国鉄分割民営化後も青函航路終航2ヵ月前まで運航された。青函連絡船の大雪丸としては2代目であった。

## 概要
※詳細は津軽丸 (2代)参照
国鉄内に設置されていた「青函連絡船取替等計画委員会」は1963年（昭和38年）8月、当時の青函航路の主力であった船質の良くない戦時標準船、またはそれに準じる船の早期取替えと、折からの高度経済成長により急増する旅客・貨物に対応するため、1965年（昭和40年）までに該当する9隻を廃船にし、新造高速客載車両渡船6隻で置き換える、という最終報告を出し、これに沿って、津軽丸型が続々と建造され、本船はその第4船として1964年（昭和39年）7月7日、三菱重工横浜造船所で起工され、1965年（昭和40年）4月20日竣工、同年5月16日に青函航路に就航した。
津軽丸型 は洞爺丸事件や宇高連絡船 紫雲丸事件を教訓として設計され、車両甲板船尾開口部への水密扉装備のほか、車両甲板下の船体を12 枚の水密隔壁で13区画に分け、隣接する2区画に浸水しても沈まない構造とし、さらに船体中央部の5区画では、船底だけでなく側面もヒーリングタンク等で二重構造とするなど、安全性には格別の配慮がなされた。そのうえ、当時の国鉄連絡船としては最多となる ワム換算48両の車両を積載し、従来の車載客船に迫る1,200名の旅客を乗せ、青森 - 函館間を3時間50分で運航できる高速性能を持ち、さらに従来の車載客船の半分以下の53名で運航できる自動化船でもあった。 
主機械には背の低い中速ディーゼルエンジン8台を搭載するマルチプルエンジン方式を採用して、機関室天井の低い車両渡船での高出力化を図って航海速力を上げ、推進用プロペラには当時日本最大の可変ピッチプロペラ（Controllable Pitch Propeller　CPP）を採用し、同じく可変ピッチプロペラ式のバウスラスター （Bow Thruster　BT）を装備し、これらを操舵室から遠隔操縦することで、操船性能を著しく向上させた。
客室ならびに乗組員居室は全て冷房完備で、旅客定員は、2段寝台の4人部屋1等寝台室5室20名、1人掛けで背ずりが垂直に対し65度までリクライニングし、レッグレスト付きで寝台代用にもなる1等指定椅子席が96名、当時の特急1等車2人掛けシートに準じた背ずりが垂直に対し49度リクライニングするフットレスト付き1等椅子席120名、カーペット敷きの1等雑居席94名で、1等合計330名。当時の特急2等車の2人掛けシートに準じたリクライニングしない2等椅子席324名、カーペット敷きの2等雑居席546名で、2等合計870名であった。
本船は津軽丸（2代）就航後に起工された初めての船で、若干の仕様変更も見られた。前3隻では、車両格納所火災時には熱感知したスプリンクラーが自動放水する態勢であったが、これをより実情に合った手動放水に変更し、技術の進歩によるボイスアラームの改良や、旅客食堂や操舵室前面窓の大型化のほか、後述の機関部重量増対策や操舵室のプロペラ制御盤の改良も行われた。
なお、津軽丸型の船体色は、当初、建造する造船所に一任されており、本船は建造中から公式試運転までは、外舷下部がうす緑色（5G7/6）、外舷上部が乳白（7.5Y9/0.5）、煙突がうすいピンク色（5YR7/6）と、当時既に就航していた第2船の八甲田丸の当時の塗装色と同じであったため、艤装員からの要請で、竣工直前に煙突のみ暗い緑色（2.5G3/5）に変更して就航した。それでも八甲田丸・松前丸（2代）・本船と3隻続けて、外舷下部色が明るい緑の似た色になってしまったため、就航翌年の1966年（昭和41年）3月には、外舷下部色も煙突と同じ暗い緑色（2.5G3/5）に、外舷上部はクリーム色（2.5Y9/4）に変更し、終航までこの色で通した。

### 主機械機重量増に対する船体軽量化対策

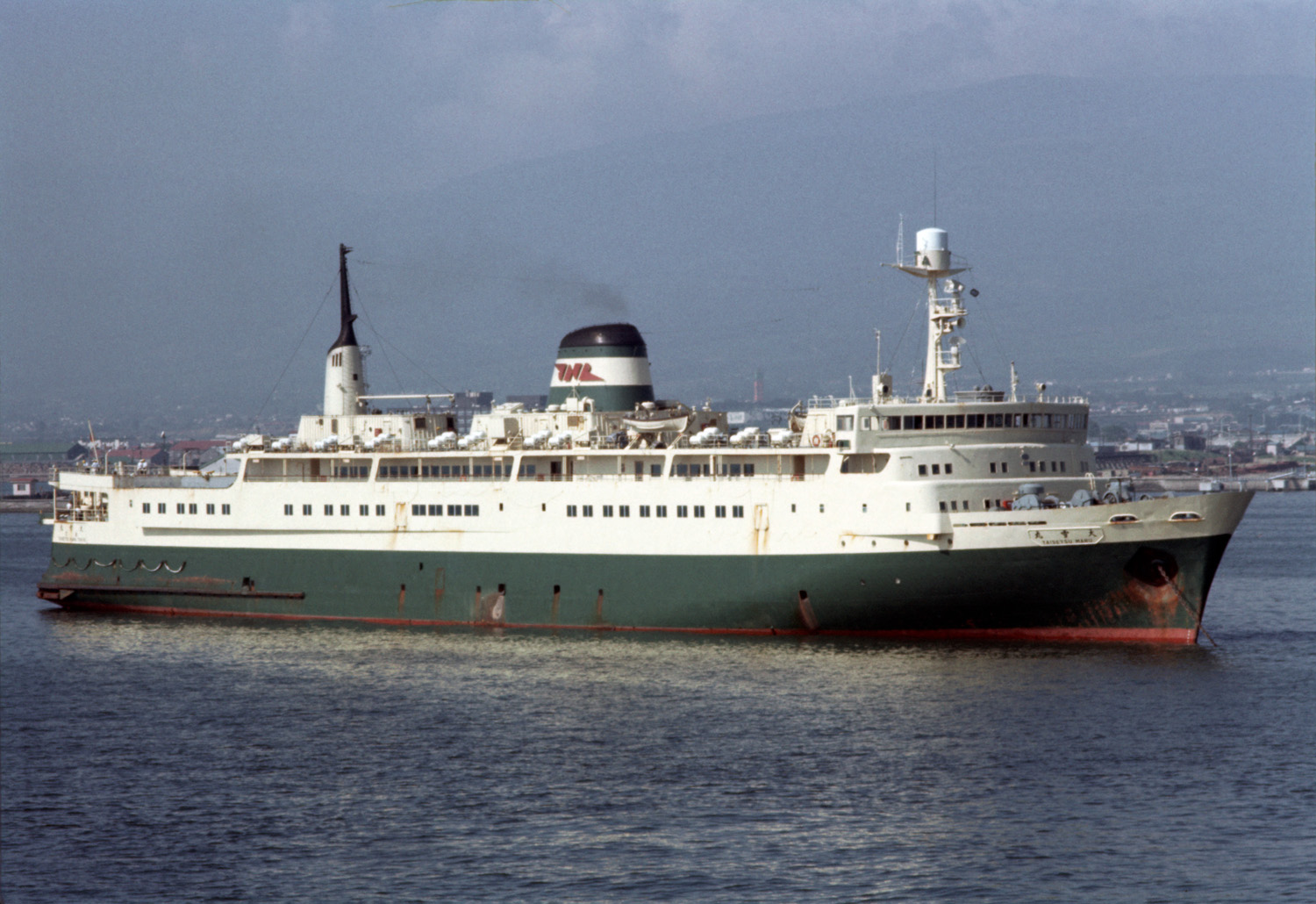
函館港内錨泊中の大雪丸。本船から船楼甲板右舷中ほどの旅客食堂の連窓四つが他の連窓より大きくなった。1974年8月11日撮影

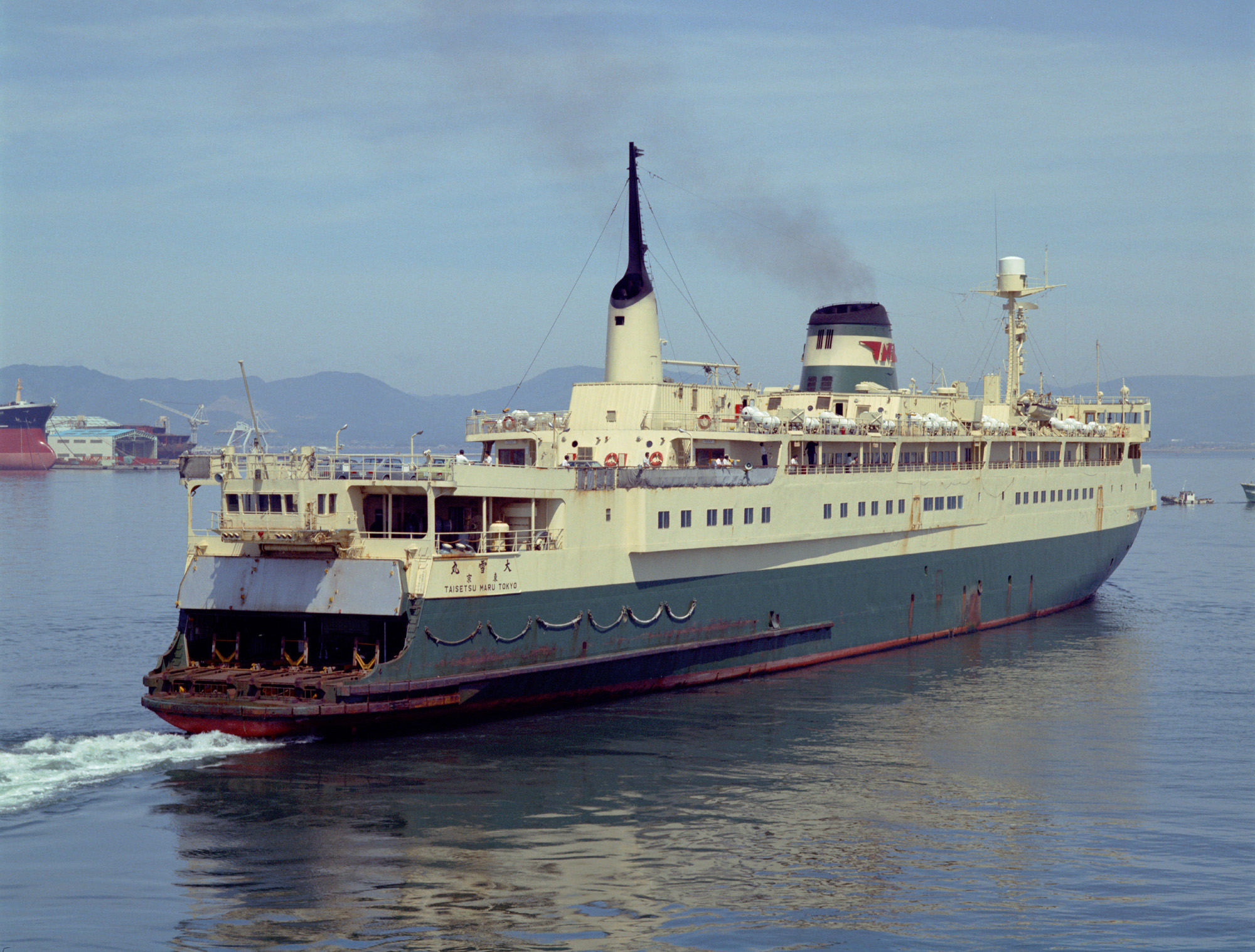
函館第2岸壁を出航する大雪丸。旅客食堂の大きな連窓四つのうち最前部窓が縮小された。航海甲板消音器室外板へのコルゲートプレート使用が目立つ。1975年7月19日撮影

第1船津軽丸から第3船松前丸（2代）までの主機械には、シリンダー口径22cm、行程30cmのV型16気筒の定格出力1,600馬力、毎分750回転の川崎 MAN V8V 22/30mALが、主発電機原動機には同系直列8気筒の840馬力、毎分720回転の川崎 MAN W8V　22/30ATLが採用されていたが、第4船大雪丸（2代）から第6船羊蹄丸（2代）までは、主機械は同じ定格出力ながら、シリンダー口径26cm、行程40cmとやや大きく、回転数も毎分560回転とやや低い、V型12気筒の三井 B&W　1226　MTBF-40Vに変更され、主発電機原動機も同系直列6気筒800馬力、毎分600回転の三井B&W 626　MTBH-40が採用された。
ところがこの機種変更により、主機械1台当たりの重量が約11トンから22トンに倍増し、その他関連補機類も含め機関部で合計100トン程度の重量増加となり、このままでは計画満載喫水の5.2mを維持できないことが判明した。このため、前3隻では外部からは見えない部分でのみ使用されていた溝形プレスを施した厚さ3.2ミリの薄鋼板“ハット・プレート”（コルゲートプレート）を、本船を含むこれら3隻では航海甲板の甲板室外板にも使用して船体重量軽減が図られた。

#### 主機械回転数変更によるフレキシブル継手の不具合
主機械出力軸から流体減速装置入力軸までの部分には、津軽丸（2代）以来、艤装上や船体変形による軸心調整、軸方向への熱膨張吸収等のため、ゴムブッシュをはさんだフレキシブル継手が使用され、継手に問題は生じていなかった。ところが大雪丸（2代）では、主機械機種変更により、回転数が毎分750回転から560回転に下がったため、継手の外径を60cmから72cmに拡大してトルク増大に対応していた。しかし試運転してみると、常用回転数付近で継手部分の振動が大きく、ゴムブッシュを損傷するなどの問題が生じ、就航時なお未解決で、回転数を下げての運航を余儀なくされた。それでも1965年（昭和40年）5月16日には、当時ただ1往復のみ設定されていた3時間50分運航便で、特急「おおとり」から「はくつる」へとつなぐ上り4便（函館2岸18時30分発　青森2岸22時20分着）から本就航したが、この便は投身者のため31分延着し、以後8月31日の函館ドックへの入渠まで、3時間50分運航便に本格的に配船されることはなかった。この工事で、フレキシブル継手を外径100cmのより固めのタイプに交換してこの問題を解決し、9月15日4便より復帰し、以後本格的に3時間50分運航を開始した。

### プロペラ制御盤の改良

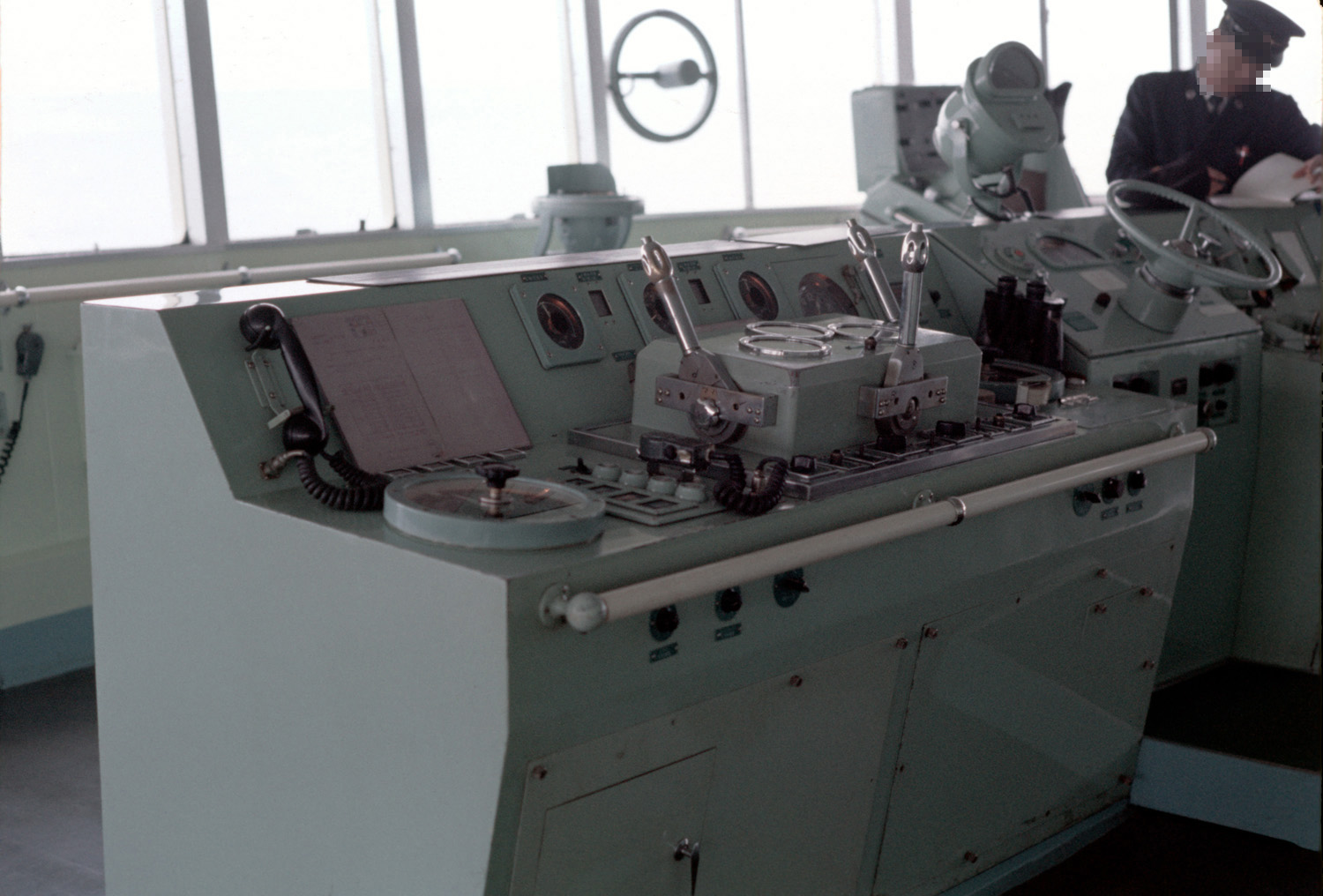
大雪丸操舵室のプロペラ制御盤。前3隻のスマートな形から一変して無骨な箱型となり、箱の両側面のCPP翼角操縦レバーの回転軸に微動調整用グリップを装着、BT翼角操縦レバーも力が入るよう手前に寄せられた。向う側斜面中央にBT電動機電流計が（写真では左舷CPPレバーで隠れている）、その両側に両舷主軸回転数計が装備され、これらの間の高い位置に両舷の主機稼働台数表示器が配置され、時計は右側へ寄せられた。1978年に十和田丸に準じた形に改造された。1971年2月16日撮影

推進用可変ピッチプロペラ（CPP）ならびにバウスラスターの可変ピッチプロペラ（BT）の翼角遠隔操縦装置は、操舵室中央、操舵スタンド左に続くプロペラ制御盤上の主操縦レバーのほか、離着岸時、船長が操舵室左舷端から岸壁を目視しつつ、直接レバー操作が行えるよう、操舵室左舷端に設置された補助操縦スタンドにもCPPとBTの補助操縦レバーが装備され、これら主・補助いずれの操縦レバーからでも翼角操縦できるよう、両レバー間は機械的に連結され、どちらか一方を操作すると他方も同じように動き、その結果、主操縦レバーに接続されたシンクロ制御変圧機が操作されて翼角指令の電気信号が出された。
ところが、第1船の津軽丸（2代）が就航してみると、この主・補助操縦レバーの機械的連結が原因で、これらのレバー操作がいずれも非常に重く、しかも微動調整ハンドルもないため、津軽丸型では18ノット程度の高速航行時の0.2度のCPP翼角の変化は船速で0.4ノット、機関出力で約500軸馬力の変化にもなるため、高速航行時に希望する速力に見合った細かな翼角指令が容易に設定できず、不評をきたしてしまった。一方、左右に動かすBT翼角操縦レバーはプロペラ制御盤の手前側に設置すると邪魔になるだろう、ということで奥に設置されたが、このレバーも重く、手を伸ばして動かさなければならないため十分に力が入らず、同様に不評であった。
しかし、津軽丸型は連続して建造されていたため、この件が明らかになったとき、既に第2船八甲田丸、第3船松前丸（2代）は建造中で仕様変更できず、着工前であった第4船の本船から、CPP翼角操縦レバーへの微動調整装置付加とBT翼角操縦レバーの手前側移設を行った改良型プロペラ制御盤が導入された。

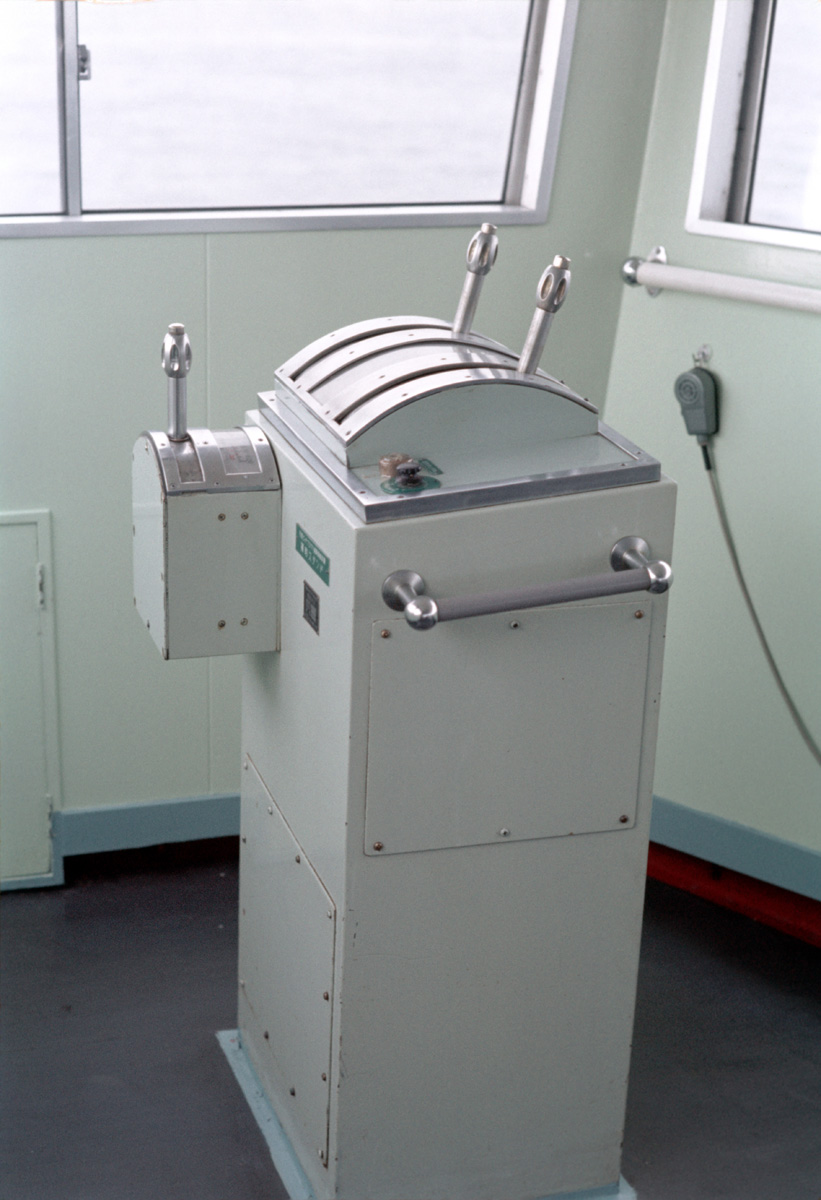
大雪丸操舵室左舷端の補助スタンド。十和田丸（2代）以外の津軽丸型6隻がこの形であった。スタンド頂部の2本がCPP翼角操縦レバー、後ろ側面がBT翼角操縦レバーで、これらはプロペラ制御盤の各主レバーと機械的に連結していた。各レバー直結の指令翼角計はあったが実際翼角計は装備されていなかった。スタンド頂部のスイッチは手前が目盛板照明調整スイッチ、その向うがBT非常停止スイッチ。1978年にCPP翼角操縦レバーが撤去された。1971年2月16日撮影

前3隻のプロペラ制御盤で採用されていた各翼角操縦レバーのカマボコ型行程に沿った直線型の実際翼角計は指針が長大で重くなり、これを精密に駆動するサーボモーターをプロペラ制御盤内に組み込んでいたため、これ以上の機器増設スペースは残されていなかった。このため、本船からはこれら直線型翼角計は一切やめ、プロペラ制御盤上に四角い箱を載せ、その箱の両側面に、前後に動かすというよりは倒す感じの2本のCPP 翼角操縦レバーを設け、このレバーの回転軸に新たに微動調整用グリップを装着した。またこの箱の手前の面に、左右へ倒すBT翼角操縦レバーを設置し、この箱の上面には、指針駆動用サーボモーターの不要でコンパクトな丸型の、外周が指令翼角指針、内側が実際翼角指針のBT翼角計を中央奥に、同様のCPP翼角計を左右に配置し、中央手前にはBT翼角中立灯を設置した。
また、四角い箱手前の盤面に余裕ができたため、前3隻では、両側CPP翼角操縦レバーの間に置かれていた、小スイッチ類は、この部分に横一列に並べて配置され、その配置は、左側から、左舷CPP 操縦方法選択スイッチ、左舷CPP翼角中立表示灯、左舷CPP非常用翼角操縦スイッチ（ノンホローアップ）、BT油圧ポンプ・主電動機発停スイッチ、BT非常用翼角操縦スイッチ（ノンホローアップ）、BT操縦方法選択スイッチ、右舷CPP非常用翼角操縦スイッチ（ノンホローアップ）、右舷CPP翼角中立表示灯、右舷CPP 操縦方法選択スイッチの順であった。奥の斜面部分には左から左舷主軸回転数計、左舷主機稼働台数表示器、BT駆動電動機電流計、右舷主機稼働台数表示器、右舷主軸回転数計、時計の順に配置され、この四角い箱が邪魔で低い位置は見えづらいため、主機稼働台数表示器は前3隻より高い位置へ移動し、以後この配置が標準となった。
しかし、このCPP 翼角操縦レバーの微動調整装置も回すのが重く、決して満足できるものではなかったが、手前に移設されたBT翼角操縦レバーは操作しやすくなった。なお、操舵室左舷端の補助スタンドは前3隻と同仕様で、依然CPP、BTとも実際翼角計は装備されていなかった。

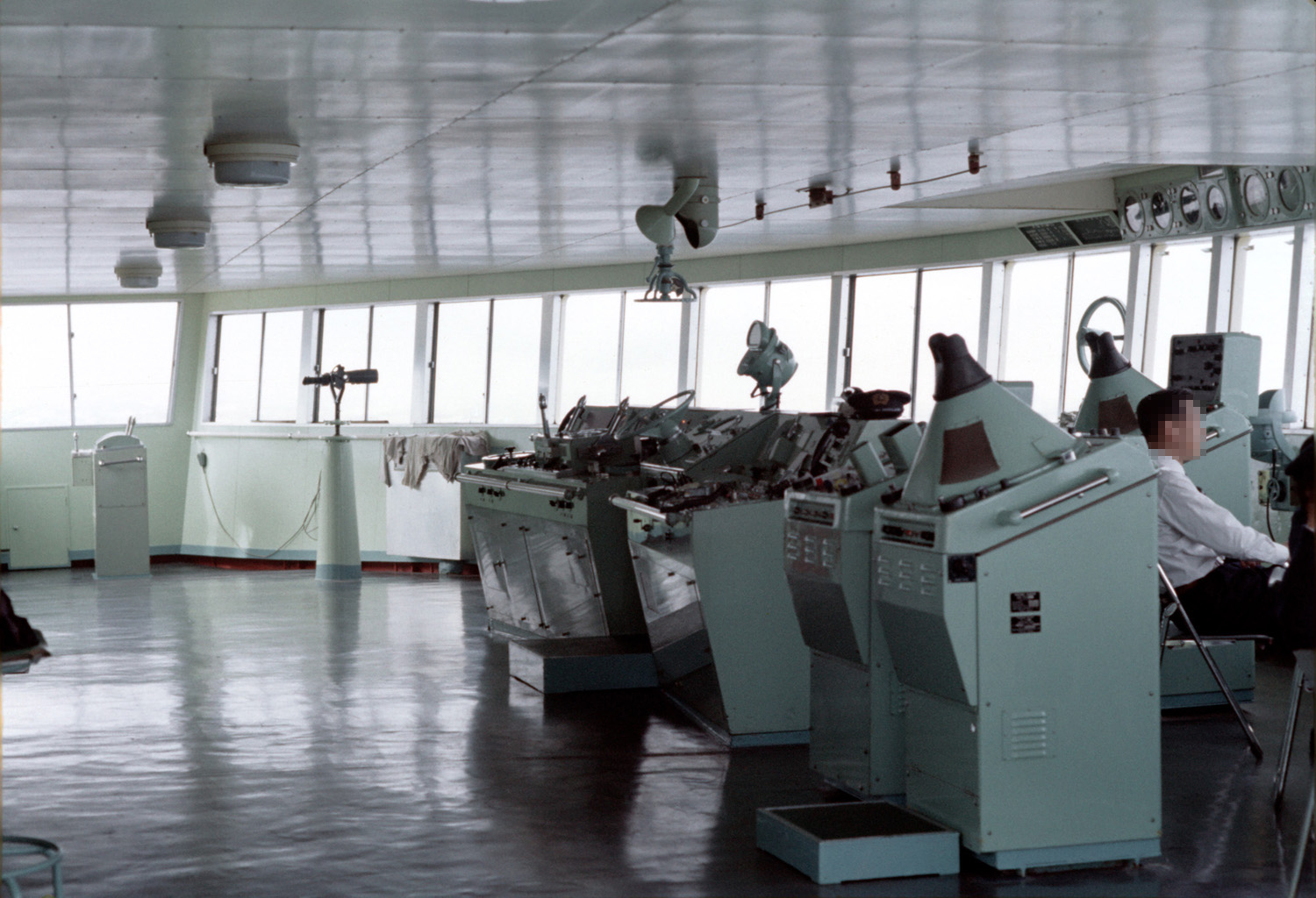
操舵室　手前から、第2レーダー、船位自動測定装置（SPレーダー）、通信制御盤、操舵スタンド、プロペラ制御盤で、前方にあるのが第1レーダー、向うの固定型双眼鏡の前の窓下の布切れを掛けているのが放熱器、ジャイロパイロットによる自動操舵中のため、舵を取っている人はいない。また、プロペラ制御盤のCPP主操縦レバーと左舷端の補助スタンドのCPP補助操縦レバーは機械的に連結されているため、共に前傾している。1971年2月16日撮影

この改良型プロペラ制御盤では、CPP 翼角操縦レバーの操作の重さを根本的に解決することはできなかったが、就航後10年以上使用された後、 1978年（昭和53年）、使用頻度の低かったCPP補助操縦レバーの廃止で、ようやくプロペラ制御盤のCPP主操縦レバーの操作を軽くできた。このときプロペラ制御盤上の四角い箱も撤去され、十和田丸（2代）のプロペラ制御盤に準じたものに交換された。これにより、CPP 翼角操縦レバーも十和田丸（2代）同様、先端グリップを持ち上げてロックを解除し、このグリップを回すと微動調整できるタイプとなり、BT翼角操縦レバーも手のひらで押すとロックが解除されるレバー付きのグリップハンドルとなった。なおBTの主・補助操縦レバー間の機械的連結機構は、就航後も改良が加えられ、実用レベルに維持されたため、左舷補助スタンドのBT補助操縦レバーは機械的連結を維持したまま終航まで使用された。

## 沿革

### 青函連絡船時代
- 1964年（昭和39年）
  - 7月7日 - 三菱重工業横浜造船所にて起工
  - 10月30日 - 進水
- 1965年（昭和40年）
  - 4月20日 - 竣工
  - 4月25日 - 函館港回着[35]
  - 4月29日 – 7210便（函館4岸14時40分発　青森2岸19時20分着）より試運航[36]
  - 5月9日 – 主機カップリングボルト焼損にて試運航休航[37]
  - 5月11日 – 変7210便（函館1岸14時10分発　青森2岸19時20分着）で試運航復帰[38]
  - 5月16日 – 4便（函館2岸18時30分発　青森2岸22時20分着のところ22時51分着）より就航[39][40]
- 1966年（昭和41年）8月17日 – 青森2岸2時20分発の9153便として航行中、5時38分濃霧の中、函館港防波堤灯台より260度0.5海里で貨物船「だいせん丸」（1,233トン）と接触、船首ブルワークに軽微な損傷、函館2岸6時10分定時着[41][40]
- 1970年（昭和45年）5月25日 – 総トン数5,375.99トンに減トン[1][42]
- 1972年（昭和47年）1月20日 - 33便（青森1岸5時05分発　函館2岸8時55分着）札幌オリンピックの聖火を輸送[43][44]
- 1973年（昭和48年）12月28日 - 旅客定員通年1,330名[45]
- 1974年（昭和49年）4月1日 – 荒天航行中、右舷アンカーリセス部破口生じ海水浸入[45]
- 1977年（昭和52年）
  - 3月7日 - 国鉄青函航路開設70年目を記念し各連絡船の「シンボルマーク」を発表。大雪丸は「大雪の熊」[46]
  - 7月 – 遊歩甲板室後壁へのシンボルマーク取り付け[47]
- 1978年（昭和53年）
  - 3月 - 船楼甲板室両舷へのシンボルマーク取り付け[47]レーダー情報処理装置（CAS）装備[48]
  - 3月31日 -「サロン海峡」営業開始、（グリーン自由椅子席44席撤去）旅客定員1,286名[49]
- 1981年（昭和56年）2月 - 後部普通船室左舷椅子席と右舷雑居席の間の壁を撤去し、両舷通しの大部屋雑居席とし、映写用スクリーンと放送設備を設置[50]
- 1987年（昭和62年）4月1日 - 国鉄分割民営化に伴い北海道旅客鉄道に継承される。同時に船籍港が東京港より函館港に、ファンネルマークが赤のJNRから黄緑のJRに変更された。
- 1988年（昭和63年）1月6日 - 検査期限切れのため、変151便（青森1岸5時35分発　函館2岸9時30分着　乗用車航送と貨物便）で終航[51]、青函航路終航（同年3月13日）に先立つこと約2ヵ月であった。以後、売却まで有川桟橋（函館3岸）に係留[52]。

### 終航後

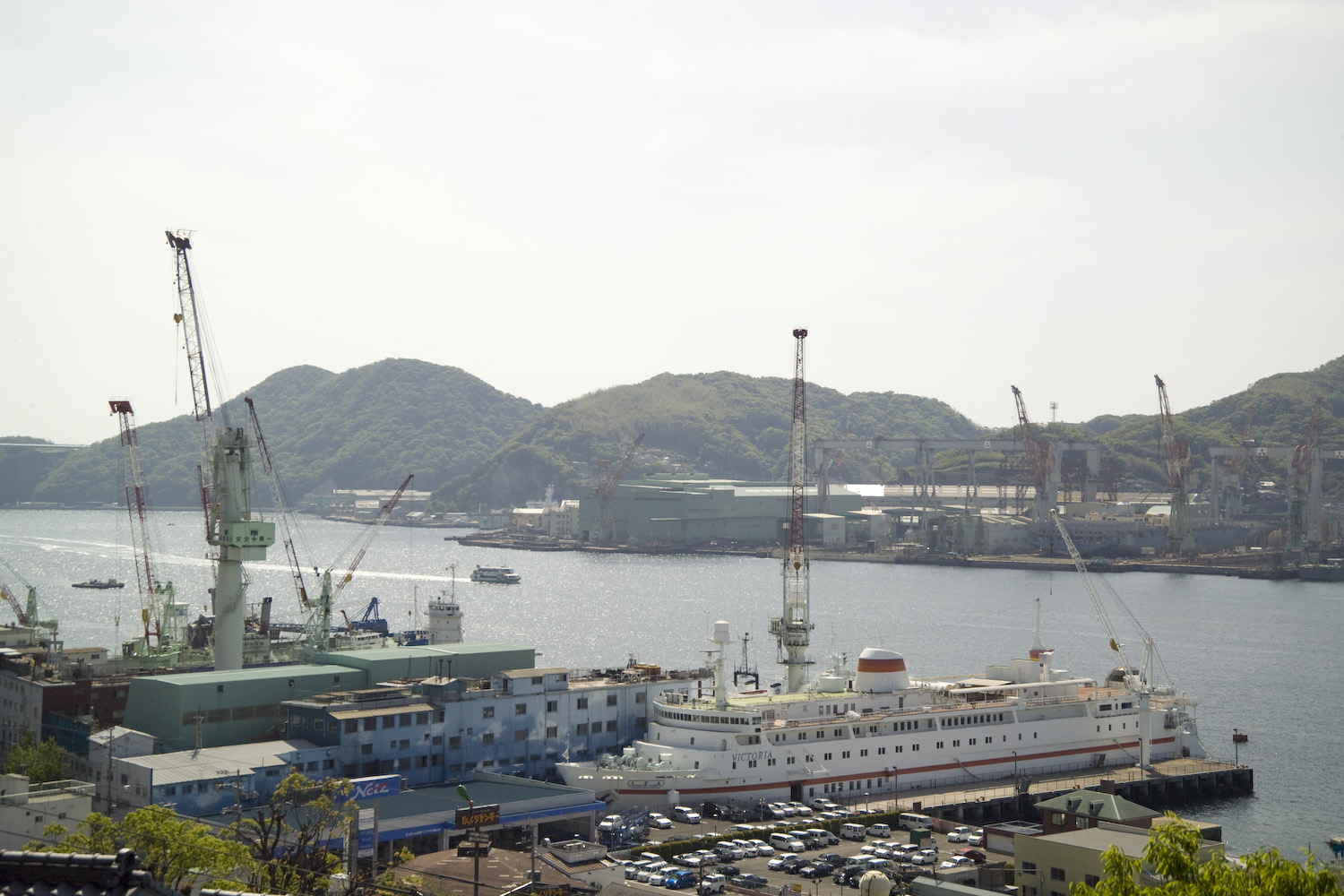
長崎港に係留されていた頃の姿

- 1988年（昭和63年）4月4日 - 東京ホテルシップに売却のため、タグボートに曳航されて函館を去る。
  - 東京湾の浦安沖（東京ディズニーランド沖）で海上ホテルとして使用する計画が発表され、改造のため日本鋼管造船所（横浜市鶴見区）に移動。しかし停泊海域の問題で行政の許可が下りない状態となる。
- 1993年（平成5年） - 東京ホテルシップが倒産。大雪丸はそのまま日本鋼管に放置される。
- 1996年（平成8年）9月28日 - この日以前に、日本鋼管が大雪丸の解体を発表。それに対し長崎市のハヤシマリンカンパニーが海上ホテルとして大雪丸の購入を決定し、改装後長崎市へ曳航され、長崎市小曽根町で海上ホテル「ホテルシップヴィクトリア」（客室55室・大小宴会場・結婚式場）として開業する[53]。
- 2003年（平成15年）7月31日 - ハヤシマリンカンパニーが倒産。整理回収機構が資産を引き継ぎ、大雪丸はソラーレ ホテルズ アンド リゾーツが購入。
- 2004年（平成16年） - 「ホテルシップヴィクトリア」の営業再開。
- 2005年（平成17年）12月20日 - 「ホテルシップヴィクトリア」の営業終了。
- 2008年（平成20年）5月2日 - 中国の船舶会社が買収し、福建省に回航。
  - その後、福建省の海岸にて座礁させられているとの話だが、詳細は不明。